# Stephankiez

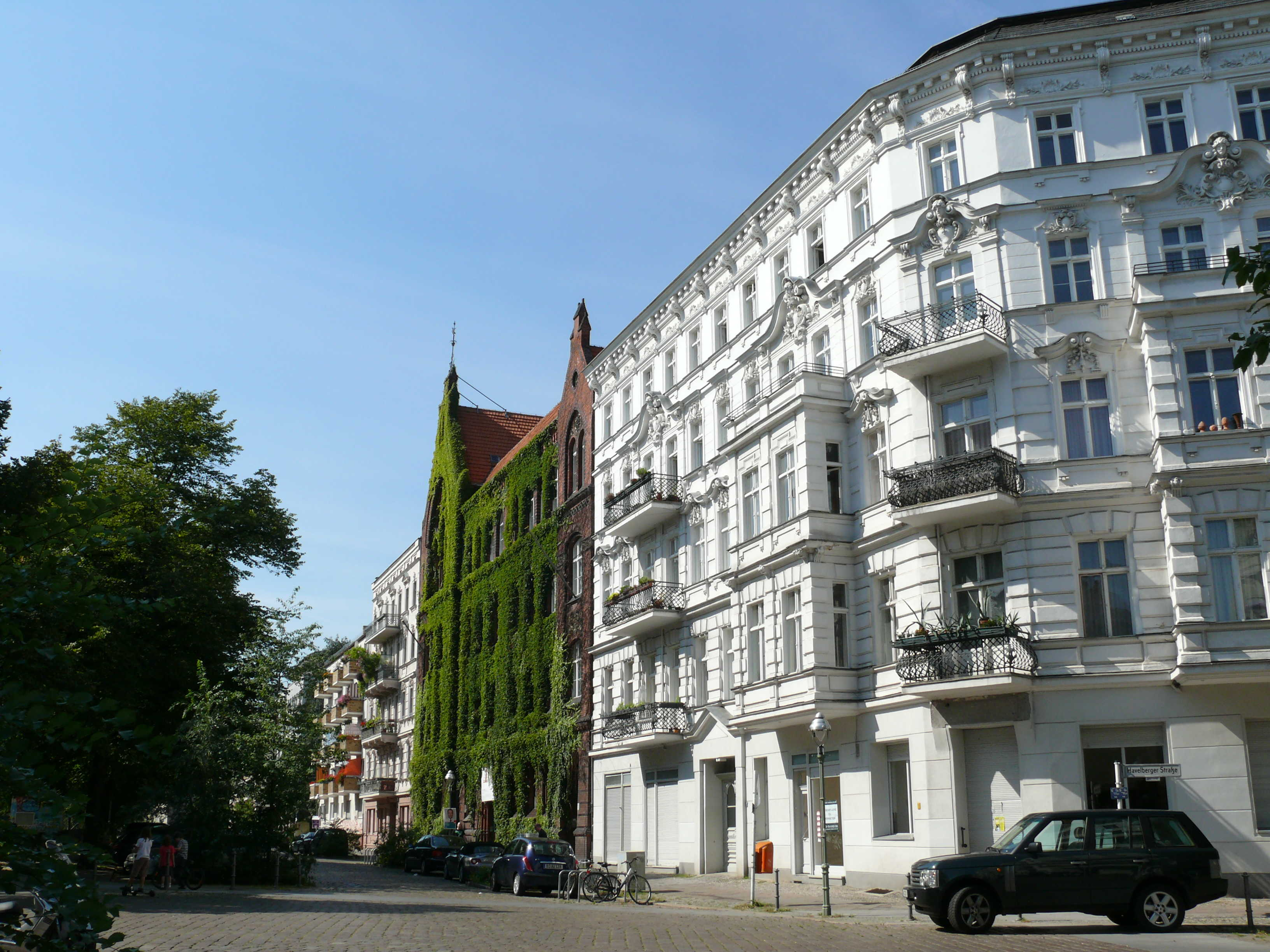
Stephanstraße in Berlin-Moabit, unweit der U-Bahnhöfe Westhafen und Birkenstraße

Der Stephankiez ist eine Ortslage im Nordosten des Berliner Ortsteils Moabit im Bezirk Mitte. Er gilt als gut erhaltenes Gründerzeitviertel, das im Wesentlichen zwischen 1872 und 1910 entstand. Die historische Bausubstanz ist zu rund 90 Prozent erhalten.

## Entwicklung
Die Anlage des Stephankiezes geht auf den von James Hobrecht entwickelten Bebauungsplan aus dem Jahr 1862 zurück. Die ursprünglich vorgesehenen extremen Blocktiefen wurden in der weiteren Planung durch das Einfügen der Stendaler und Stephanstraße mit Stephanplatz aufgelockert. In der Stephanstraße 4–15 sieht man ein Beispiel für die ab 1872 zunehmende offenere Bauweise – bestehend aus Vorderhaus und Seitenflügel (ohne zusätzliche Querflügel) mit größerer Hofgestaltung und Verzicht auf Souterrainwohnungen. Ein Großteil der Mietshäuser im Stephankiez wurde dennoch in Form hochverdichteter Wohngebiete mit verschachtelten Hinterhöfen errichtet.
Die Zeit des Zweiten Weltkriegs überstand der Stephankiez weitgehend unbeschadet. Durch den Bau der Berliner Mauer geriet das Viertel in eine Randlage und erhielt nun eine Verbindungsfunktion zwischen den nördlichen Ortsteilen und der City West. Die Perleberger Straße, Putlitzstraße sowie die Rathenower Straße gerieten zu wichtigen Verkehrsachsen für den Durchgangsverkehr.
Nach dem Fall der Mauer wurde im Stephankiez 1991 eine Erhaltungsverordnung entsprechend § 172 Baugesetzbuch (Milieuschutz) ausgewiesen, um den seit Mitte der 1980er Jahre zunehmenden Modernisierungsmaßnahmen und den damit befürchteten negativen Entwicklung hinsichtlich der sozialen Zusammensetzung und Mieterverdrängung entgegenzuwirken. Es war in Berlin das erste Gebiet, das unter Milieuschutz gestellt wurde.
Zwischen 1995 und 2006 wurden Teile des Milieuschutzgebiets parallel unter eine Sanierungssatzung gestellt und in dieser Zeit städtebaulich durch Erneuerung von Wohngebäuden, Grün- und Freiflächen und sozialer Infrastruktur aufgewertet.
Eine Sozialstudie aus dem Jahr 2006, die die Voraussetzungen zur Anwendung der Milieuschutzverordnung prüfen sollte, kam zu dem Ergebnis, dass keine Anhaltspunkte für einen städtebaulich begründeten Aufwertungsdruck bestehen. Aufgrund der Untersuchung beschloss der Bezirk 2007 die teilweise Aufhebung der Erhaltungsverordnung. Der Milieuschutz nach § 172 Abs. 1 Nr. 2 BauGB zur Erhaltung der Zusammensetzung der Wohnbevölkerung wurde aufgehoben, während der städtebauliche Schutz nach § 172 Abs. 1 Nr. 1 BauGB weiterhin bestehen bleibt, mit der Begründung da „die städtebauliche Gestalt des gründerzeitlichen Gebietes, eine besondere Qualität und einen wesentlichen Faktor für die Attraktivität des Wohnstandortes darstellt“.

## Geographie

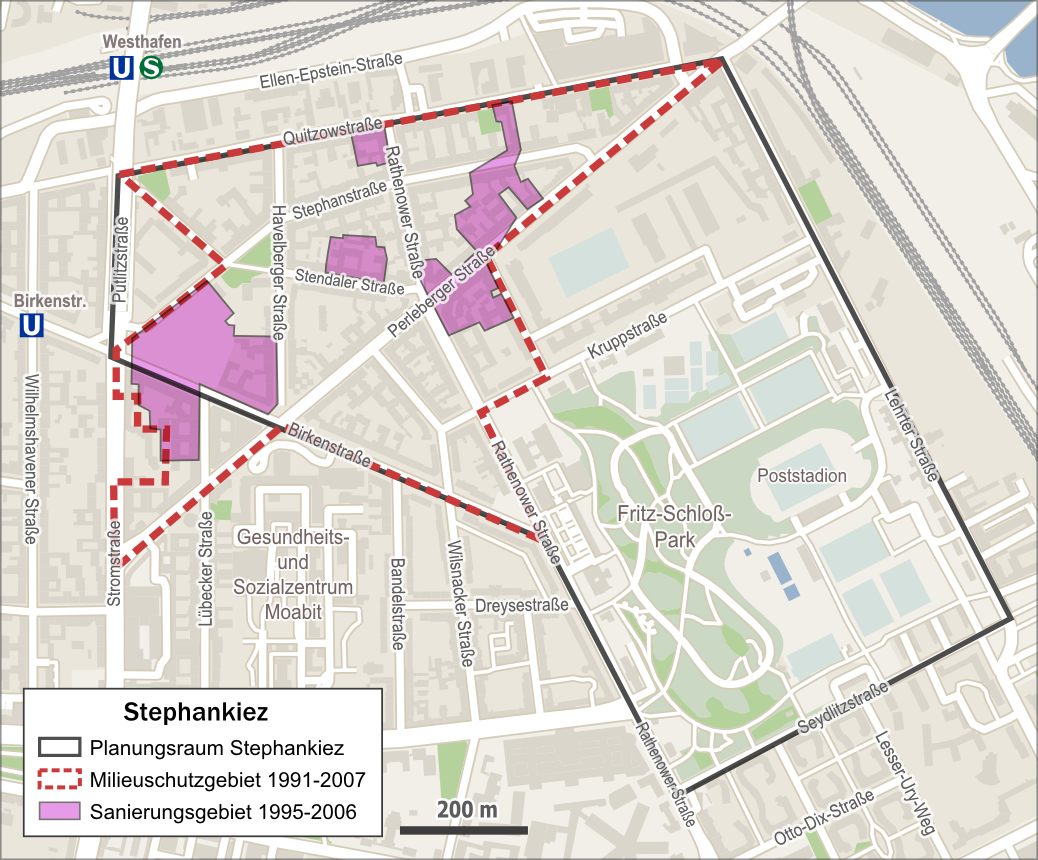
Karte mit den Umrissen des Planungsraums, des Milieuschutzgebiets und des Sanierungsgebiets

Inmitten des sternförmigen Kiezes liegt als Quartierszentrum der Stephanplatz – mit dem Namen wird auf Heinrich von Stephan, dem ehemaligen Generalpostdirektor im Deutschen Reich, verwiesen. Nördlich wird das Viertel durch die Bahntrasse der Berlin-Hamburger Bahn begrenzt. Südöstlich befindet sich der Fritz-Schloß-Park (vormals ein Exerzierplatz).
Entsprechend den verschiedenen städtebaulichen Verordnungen gibt es unterschiedliche Begriffsbestimmungen bezüglich der Bezeichnung Stephankiez und dessen räumliche Ausdehnung:
- Die Milieuschutzverordnung von 1991 gilt für das Gebiet zwischen Quitzowstraße, Perleberger Straße, Feldzeugmeisterstraße, Kruppstraße, Rathenower Straße, Birkenstraße, Stromstraße, Stephanstraße und Salzwedeler Straße. Es umfasst eine Fläche von 34 Hektar mit 5400 Wohneinheiten.[3]
- Das für die Sanierungssatzung festgelegte Untersuchungsgebiet umfasst zusätzlich zu dem Milieuschutzgebiet auch noch die Fläche westlich der Putlitzstraße zwischen Birkenstraße und Bahngelände sowie das Gewerbegebiet zwischen Ellen-Epstein-Straße. Die Festsetzung des eigentlichen Sanierungsgebiets Stephankiez beschränkt sich jedoch auf vier kleinere Flecken innerhalb des Untersuchungsgebiets mit einer Gesamtfläche von sechs Hektar mit 1137 Wohneinheiten.[5]
- Der Planungsraum Stephankiez ist in der Berliner Verwaltung das festgelegte Gebiet „2201“ innerhalb der Bezirksregion Moabit Ost. Er wird begrenzt von der Quitzowstraße, Lehrter Straße, Seydlitzstraße, Rathenower Straße, Birkenstraße und Putlitzstraße. Die Unterschiede im Vergleich zum Milieuschutzgebiet liegen in der großräumigen Einbeziehung der Lehrter Straße mit dem dazwischen liegenden Gelände des Poststadions und der Parkanlagen. Der Planungsraum Stephankiez erstreckt sich über eine Fläche von 90 Hektar mit 5407 Wohneinheiten. 93 Prozent der Wohnungen befinden sich in verdichteter Blockrandbebauung, sieben Prozent in Großsiedlungen der 1960er bis 1980er Jahre.[6][7]

## Verkehr
Der Stephankiez verfügt mit dem U-Bahnhof Birkenstraße rund 100 m westlich der Putlitzstraße über einen Bahnhof der Linie U9.
Im Norden verläuft der S-Bahn-Ring mit der Station Westhafen, die an den Kiez angrenzt und über die Putlitzbrücke erreichbar ist.
An der Quitzowstraße lagen Ladegleise und Rampen des Güterbahnhofs Moabit der Ringbahn. Von hier waren zwischen 1941 und 1945 über 30.000 Berliner Juden in die Ghettos, Lager und Vernichtungsstätten verschleppt worden. Die Deportationszahlen dieses Bahnhofs liegen nach jüngeren Forschungsergebnissen weit über den Zahlen der anderen Berliner Bahnhöfe, auch über den Zahlen des Bahnhofs Grunewald, an dem inzwischen ein Mahnmal errichtet wurde. An der Zufahrt zum Güterbahnhof an der Quitzowstraße wurde Anfang 2007 eine kleine Gedenkstele errichtet. 2017 wurde auf dem Gelände des Güterbahnhofs ein Gedenkort eingerichtet. Der Güterbahnhof wurde inzwischen weitgehend geräumt und ist kaum noch in seiner alten Funktion erkennbar. Zudem stellt die im Winter 2009 neugebaute Ellen-Epstein-Straße parallel zur Quitzowstraße eine neue Verbindung zur Perleberger Brücke her. Grund für den Neubau sind die Altbauten zur Quitzowstraße, die wegen des hohen Lkw-Verkehrs starke Beschädigungen an den Wohnwänden zeigen.
Des Weiteren gibt es zahlreiche Bushaltestellen, die teilweise auch von der in der Perleberger Straße verlaufenden Metrobuslinie M27 angefahren werden. Der neue Berliner Hauptbahnhof ist nur wenige Kilometer vom Stephankiez entfernt und stellt den Anschluss zum Regional- und Fernverkehr der Eisenbahn her.
Die Berliner Stadtautobahn stellt an der Anschlussstelle 2 (Beusselstraße) eine innerstädtische Verbindung unweit des Stephankiezes dar.

## Sakralbauten
In den Jahren 1905/1906 wurde die evangelische Heilige-Geist-Kirche nach Entwürfen von Georg Dinklage und Ernst Paulus in roten Backsteinziegeln erbaut. Sie befindet sich an der Kreuzung der Perleberger mit der Birkenstraße.
Außerdem befinden sich eine Kirche der Freien Evangelischen Gemeinden in der Stephanstraße und eine Hicret-Moschee in der Perleberger Straße.

## Schulen
Die Kurt-Tucholsky-Grundschule befindet sich in der Rathenower Straße 18. In der Stephanstraße 27 befindet sich die Hedwig-Dohm-Oberschule, nachdem das Schulgebäude mit der Heinrich-von-Stephan-Oberschule getauscht wurde. Auch die Moses-Mendelssohn-Oberschule befindet sich in der Stephanstraße.

## Kulturdenkmäler

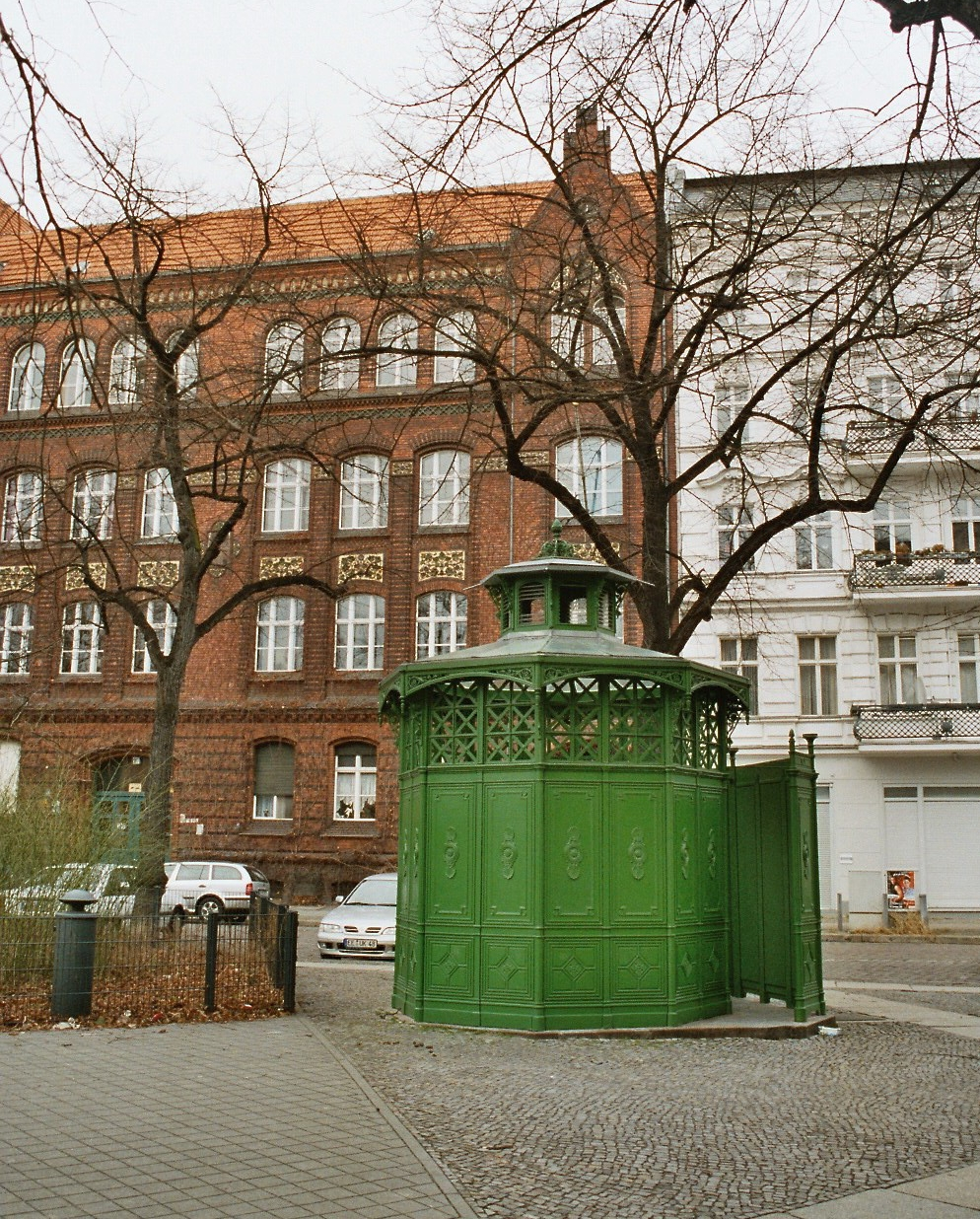
Ein selten gewordenes „Café Achteck“ am Stephanplatz, 2004

Im Stephankiez befinden sich folgende Kulturdenkmäler:
- Birkenstraße, Mietshäuser 17, 53, 54, 55
- Stephanplatz, öffentliche Bedürfnisanstalt
- Stephanstraße 2/3, Lehrerwohnhaus der 160. und 188. Gemeindeschule
- Stephanstraße 27, 168., 182. und 189. Gemeindeschule mit Lehrerwohnhaus
- Perleberger Straße 36, Ev. Heilige-Geist-Kirche
- Perleberger Straße 57, Mietshaus
- Rathenower Straße 52, Wohnhaus
- Wilsnacker Straße 41, Mietshaus

## Freizeitaktivitäten
An der Perleberger Ecke Havelberger Straße befindet sich mit der Bruno-Lösche-Bibliothek eine Zweigstelle der Berliner Öffentlichen Bibliotheken. Das Gebäude wurde 1964 eröffnet und entstand nach den Plänen von Gerd und Magdalena Hänska. Benannt wurde sie nach einem Tiergartener Bezirksstadtrat.
In der Rathenower Straße 17 befindet sich unten das Kinderfreizeithaus Heinrich-Zille und oben die Jugendfreizeiteinrichtung Kubu, ein Projekt des Bildungsmarktes.
Direkt am Stephanplatz befinden sich ein Spielplatz mit Spielmöglichkeiten für Kinder bis zwölf Jahren, eine kleine Skateranlage und ein abgegrenzter Fußballplatz.

## Prominente aus dem Stephankiez
- Brüder Sass, „Geldschrankknacker“
- Farin Urlaub, Rock-Musiker
- In der Stephanstraße 60 (zweites Geschoss im Hinterhaus) befand sich die letzte Wohnung der Kommune I von Rainer Langhans und Uschi Obermaier.